# Unplugged (альбом Мары)
Unplugged — концертный альбом певицы Мары, вышедший в 2008 году.

## Об альбоме
Unplugged запись выступления Мары в Концертном зале «Мир» 10 ноября 2007 года. В записи приняли участие музыканты Большого симфонического оркестра им. Чайковского.

## Список композиций
1. Новое Время (5:09)
2. Не увиделись больше (4:34)
3. Невзаимная любовь (4:40)
4. Трубочный табак (3:22)
5. Angel Schlesser (4:34)
6. Где-то моя любовь (5:15)
7. Беда (3:48)
8. Калевала (4:26)
9. Sex (4:09)
10. Жены (3:12)
11. Для тебя (4:20)
12. Холодным мужчинам (5:25)
13. 220 V (4:27)
14. Камбоджа (2:53)
15. Попала (4:43)
16. Патроны (2:59)
17. Че на чём (5:31)
18. bonus — Глянцевой (2:53)
19. bonus — Дельфины (4:24)